# Otočić Veliki Školj (ö i Kroatien, Dubrovnik-Neretvas län, lat 42,71, long 17,75)
Otočić Veliki Školj är en ö i Kroatien.   Den ligger i länet Dubrovnik-Neretvas län, i den sydöstra delen av landet, 400 km söder om huvudstaden Zagreb.